# Aimé Guertin
Aimé Guertin, né le 7 juin 1898 à Aylmer et mort le 8 juin 1970 à Hull, est un homme d'affaires et un homme politique québécois.
Il est député de Hull à l'Assemblée législative du Québec de 1927 à 1935.

## Biographie
Il est député de la circonscription de Hull à l'Assemblée nationale du Québec pour le Parti conservateur de 1927 à 1933 et ensuite comme indépendant jusqu'à la fin de son second mandat en 1935.
En 1935, il se présente aux élections fédérales du 14 octobre sous la bannière du Parti de la reconstruction dans la circonscription de Hull où il est défait. Son parti ne fait élire qu'un député sur ses 172 candidats.